# ジョシュ・マーフィー
ジョシュア・マーフィー（Joshua Murphy，1995年2月24日 - ）は、イングランド・ウェンブリー出身のサッカー選手。ポジションはミッドフィールダー。オックスフォード・ユナイテッドFC所属。

## 経歴

### クラブ
2006年にノリッジ・シティFCのアカデミーに入団。2013年1月にプロ契約を締結した。2013年9月24日のリーグカップ・ワトフォードFC戦でトップチームデビュー＆初ゴールを決めた。
2018年6月12日、プレミアリーグのカーディフ・シティFCに1100万ポンドで完全移籍。
2022年7月26日、オックスフォード・ユナイテッドFCに2年契約で移籍。

### 代表
年代別のイングランド代表歴がある。

## 私生活
双子の兄弟のジェイコブもサッカー選手。2018-19シーズンのプレミアリーグ第2節ではジェイコブの所属するニューカッスル・ユナイテッドFCと対戦し、兄弟対決が実現した。